# Club Deportes Cobresal
El Club Deportes Cobresal és un club de futbol xilè de la ciutat de El Salvador fundat a la regió minera d'El Salvador el 5 de maig de 1979. Disputa els seus partits a l'estadi El Cobre, amb capacitat per uns 12.000 espectadors.

## Palmarès
- 1 Copa xilena de futbol: 1987
- 2 Lliga xilena de segona divisió: 1983, 1998

## Jugadors destacats
- Cristián Tapia
- Iván Zamorano

## Evolució de l'uniforme
| (1979) | (1980 - 1981) | (1982 - 1987) | (1988-1989) | (1990-1993) |

| (1994) | (1995-1998) | (1999-2000) | (2001) | (2002-) |